# إلياس فيغيروا
إلياس ريكاردو فيغيروا براندر (بالإسبانية: Elías Figueroa)، من مواليد 25 أكتوبر 1945 في فالبارايسو في تشيلي، وهو لاعب كرة قدم تشيلي سابق، وقد أختير أفضل لاعب في أمريكا الجنوبية في أعوام 1974 و1975 و1976، وهو يعتبر أفضل لاعب في تاريخ تشيلي.

## مسيرتة الرياضية
و قد لعب مع نادي بينارول الأوروغوياني 241 مباراة وسجل 6 أهداف، ولعب مع نادي إنترناسيونال البرازيلي 336 مباراة وسجل 26 هدف.
و قد اختاره الفيفا في عام 1976 لاعب السنة، وفي مارس 2004 تم اختياره من قبل بيليه ضمن قائمة أفضل 125 لاعب حي.
و قد لعب مع منتخب تشيلي لكرة القدم في كأس العالم لكرة القدم 1966 وكأس العالم لكرة القدم 1974 وكأس العالم لكرة القدم 1982، وقد شارك معهم في 70 مباراة دولية وسجل هدفين.

## روابط خارجية
- إلياس فيغيروا على موقع الاتحاد الدولي (مؤرشف)  (الإنجليزية)
- إلياس فيغيروا على موقع قاعدة بيانات كرة القدم.إي يو (الإنجليزية)
- إلياس فيغيروا على موقع ناشيونال فوتبول تيمز (الإنجليزية)
- إلياس فيغيروا على موقع Soccerway.com (الإنجليزية)
- إلياس فيغيروا على موقع عالم كرة القدم.نت (الإنجليزية)